# Francesca Le
Francesca Le, née le 28 décembre 1970 à Los Angeles, est une actrice et réalisatrice de films pornographiques américaine.

## Biographie
C'est la cousine de Kristal Summers. Elle commença sa carrière en 1992 et devint célèbre avec le film Gang Bang Girl 13 en 1994 (avec Maeva).
Après avoir travaillé avec différentes sociétés de production, elle tourne aussi du catch érotique avec Pacific Force.
En 2001 elle se marie avec l'acteur Mark Wood et elle crée sa propre maison de production "LeWood Productions".
Depuis elle a participé à plus 400 films et réalisé une centaine, elle est dans le style MILF.

## Récompenses et nominations
- 1994 : AVN Award, Best Group Sex Scene (Film), New Wave Hookers 3 (avec Crystal Wilder, Tyffany Million, Lacy Rose, Jon Dough et Rocco Siffredi)
- 2005 : AVN Award, Best Oral Sex Scene (Video), Cum Swallowing Whores 2 (Ava Devine, Guy DiSilva, Rod Fontana, Steven French, Scott Lyons, Mario Rossi et Arnold Schwarzenpecker)
- 2008 : CAVR Award Winner – MILF of Year[2]
- AVN Hall of Fame
- XRCO Hall of Fame
- 2011 : Urban X Awards Hall of Fame

## Filmographie sélective
- 1992 : Anal Rampage 1
- 1993 : Buttslammers 4: Down and Dirty
- 1993 : Where the Boys Aren't 4
- 1993 : Where the Boys Aren't 5
- 1994 : Shaved Sinners 4
- 1996 : Best Gang Bangs
- 1996 : Cum Sucking Whore Named Francesca
- 2003 : Double Dip 'er 1,2,3,4,5
- 2003 : Sophia Has a Negro Problem Too
- 2004 : Juggies 1
- 2004 : Overload
- 2007 : Girlvana 3
- 2008 : Lesbians Love Sex 3
- 2008 : No Man's Land 44: Lipstick Lesbians
- 2009 : No Man's Land: MILF Edition 3
- 2009 : Kittens and Cougars
- 2010 : Belladonna: No Warning 5
- 2010 : Cougar Lesbians
- 2010 : Lip Service
- 2010 : Kittens and Their MILF
- 2010 : Lesbian Truth Or Dare 3
- 2011 : Lesbian Seductions 36
- 2011 : Official Basic Instinct Parody
- 2012 : Hot And Mean 4
- 2012 : Lesbian Adventures: Wet Panties Trib 3
- 2013 : Anal Is My Business
- 2014 : Francesca Le Is a HotWife
- 2015 : Anal Swinger Orgy
- 2015 : Dana Vespoli's Real Sex Diary 3
- 2016 : Women Seeking Women 128
- 2017 : Anal Craving MILFs 3
- 2018 : Eager for Anal